# Karnegia olbrzymia
Karnegia olbrzymia, saguaro (Carnegiea gigantea (Engelm.) Britton & Rose) – gatunek sukulenta z rodziny kaktusowatych, jedyny przedstawiciel monotypowego rodzaju Carnegiea. Występuje w USA (Arizona, Kalifornia) i Meksyku (Sonora). W sąsiedztwie miasta Tucson w Arizonie znajduje się Park Narodowy Saguaro. Kaktus saguaro jest symbolem stanu Arizona. 

## Morfologia
PokrójKolumnowy, osiąga wysokość 18 m, jest uznawany za najwyższego przedstawiciela rodziny. Największym osobnikiem rosnącym w Stanach Zjednoczonych jest roślina znaleziona w hrabstwie Pinal w Arizonie, mierząca 16,5 m wysokości, o średnicy korony 4,7 metra oraz obwodzie pnia 2,1 m.
KwiatySą białe, samosterylne, zakwitające wczesną wiosną.
Owoce: Czerwone, dojrzewają jesienią, zawierające około 2000 drobnych nasion.

## Biologia i ekologia
Zakwita po raz pierwszy w wieku ok. 75 lat i wtedy pojawiają się pierwsze rozgałęzienia. Kwiaty otwierają się nocą i są otwarte do popołudnia. Zapylane są przez nietoperze i owady. Do prawidłowego wzrostu potrzebuje pełnego słońca. Preferuje podłoża dobrze przepuszczalne. Rośnie bardzo powoli. Po 10 latach ma około 15 cm wysokości. Ciepłolubny występuje głównie na południowych zboczach. W czasie deszczu pobiera bardzo szybko wodę, którą magazynuje w łodydze na okres suszy.

## Systematyka
Pozycja systematyczna według APweb (aktualizowany system APG IV z 2016)
Należy do rodziny kaktusowatych (Cactaceae), która jest jednym z kladów w obrębie rzędu goździkowców (Caryophyllales) i klasy roślin okrytonasiennych. W obrębie kaktusowatych rodzaj klasyfikowany jest do plemienia Pachycereeae z podrodziny Cactoideae.

## Galeria

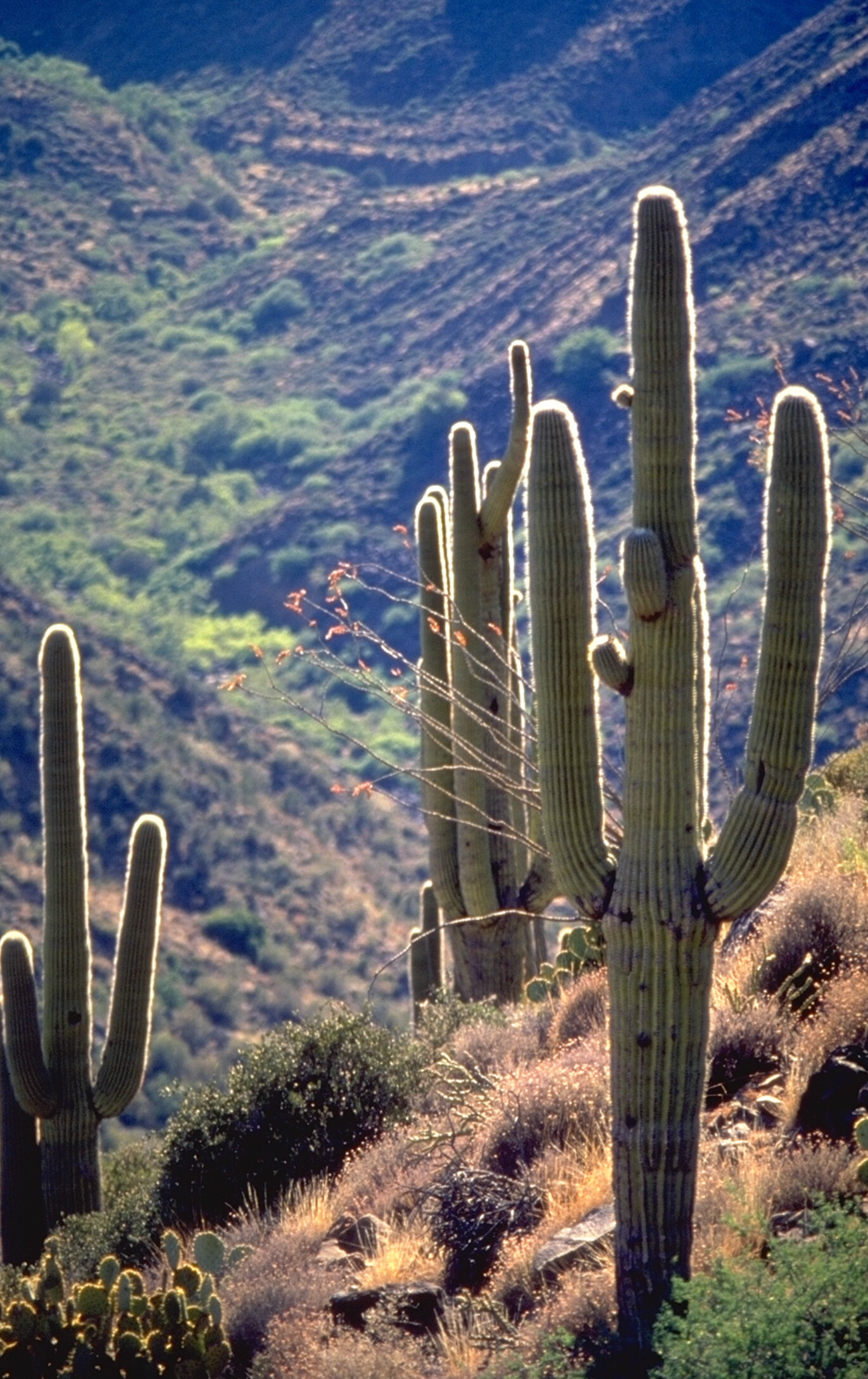
Pokrój
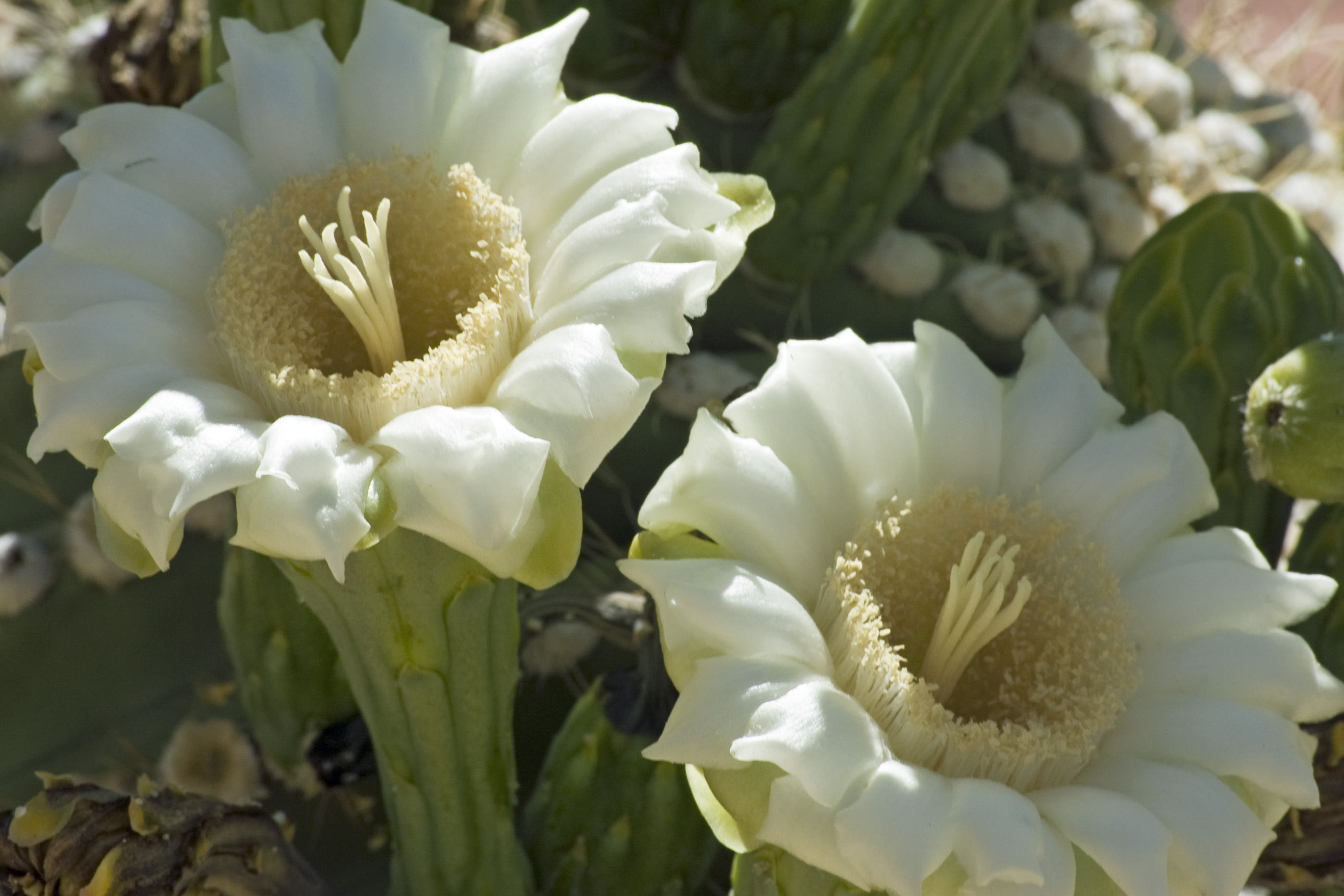
Kwiat
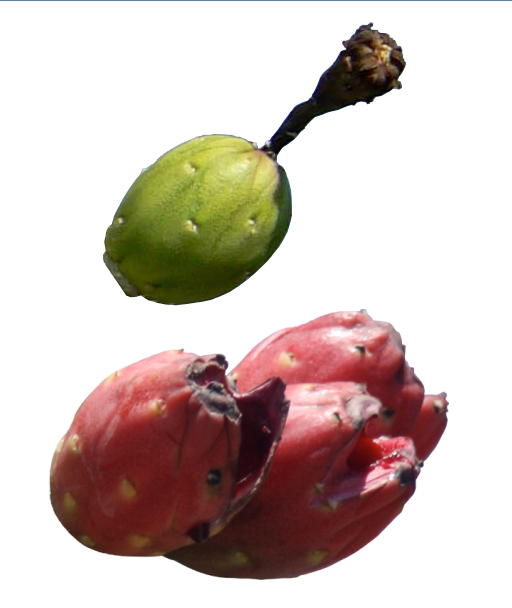
Owoc